# Nguyen Thi Tru
Nguyen Thi Tru ou Nguyễn Thị Trù (Da Phuoc, distrito de Binh Chanh, 4 de maio de 1893? – 12 de julho de 2016) foi uma centenária vietnamita, de acordo com informações fornecidas pelos relatos da família e papéis emitidos pelo governo do Vietnam.
Nguyen Thi Tru faleceu em 12 de julho de 2016 em sua cas em Ho Chi Minh, aos 123 anos e 69 dias, de causas naturais devido à sua idade bem avançada.

## O recorde mundial
Em 20 de abril de 2015, a World Record Association (WRA) anunciou oficialmente, em Hong Kong, que Nguyen Thi Tru era a mulher mais idosa do mundo.
O Guinness World Records anunciou em 27 de fevereiro de 2013 que a japonesa Misao Okawa era a mulher mais velha do mundo, com 114 anos e 359 dias de idade. Contudo, Okawa morreu em 1 de abril de 2015.

## Família
Nguyen Thi Tru deu à luz 11 filhos: três meninos e oito meninas. Apenas dois de seus filhos estão vivos e com idades por volta de oitenta anos.